# Joanie Dodds
Joan Ann Dodds, detta Joanie (Beaver Falls, 20 settembre 1981), è una modella statunitense nota alla televisione per essersi classificata seconda nella 6ª edizione del programma America's Next Top Model.

## Biografia
Joanie è la prima di 5 fratelli, il padre è un ministro della Chiesa di Dio a Mansfield e sua madre è la responsabile degli acquisti per una società siderurgica a Beaver Falls. I suoi genitori divorziano in seguito quando lei aveva tre anni.
Al liceo, era considerata una ragazza divertente, ma mai 'quella popolare'. Dopo essersi trasferita a Rawson, Joanie ha cambiato il suo atteggiamento e ha fatto parte delle cheerleader e del consiglio degli studenti. Era presidente del corpo-studentesco e vice presidente di classe al suo ultimo anno, è stata anche vice presidente del coro. Ha suonato il sassofono e il pianoforte per oltre 15 anni ed è stata coinvolta in concerti jazz e bande musicali. Joanie ha fatto corsi di canto e di recitazione così come piccoli gruppi di improvvisazione e ha un seguito su YouTube.
Dopo il liceo si laurea alla University of Findlay nell'Ohio. Durante la permanenza al college ha recitato in diversi spettacoli teatrali. Dopo l'università decide di seguire il suo sogno di modella e firma per un'agenzia a New York e a Chicago. Sfila poi nella grande mela, a Chicago e a Pittsburg.

### Carriera
Dopo due tentativi alla terza riesce ad entrare nel programma di Tyra Banks.
Entrata a far parte delle 13 finaliste della 6ª edizione, nello show è stata chiamata prima 5 volte, ha vinto una sfida e non è mai arrivata fra le ultime due. Nonostante questi risultati, anche se tutti i giudici amavano le sue foto, non ha vinto il concorso arrivando dietro a Danielle Evans.
La sua carriera di modella l'ha portata ad Hong Kong, Milano, Londra, Sardegna, New York, Vienna, Miami e Los Angeles.
Joanie ha firmato con diverse agenzie tra cui Pauline New York nel 2001, Docherty Pittsburgh, Nous Louisiana, Über-Attenzione, Vogue Milano, Elite Model Management di Hong Kong.
Inoltre visitava Università e Collegi intorno agli Stati Uniti per parlare della sua esperienza ad ANTM.